# A Morgue utcai kettős gyilkosság
A Morgue utcai kettős gyilkosság (The Murders in the Rue Morgue) Edgar Allan Poe novellája, mely 1841-ben jelent meg a Graham's Magazine-ban. Az irodalomtörténet ezt a művet tartja az első detektívtörténetnek. Poe úgy utal rá mint egyike az ő „gondolkodtató meséinek”. Hasonló témájú munkák megelőzték Poe művét, úgy mint a Scuderi kisasszony (1819) E. T. A. Hoffmanntól, vagy a Zadig (1748) Voltaire-től.
Magyarul először 1875-ben jelent meg Mikszáth Kálmán fordításában a Mulattató című újságban Rejtélyes gyilkosság címmel. A második fordítás A Morgue-utczai gyilkosság címet viselve jelent meg Király György fordításában, 1920-ban a Révai Testvérek Klasszikus Regénytár-Uj sorozatában. 1934-ben A Morgue utcai kettős gyilkosság címmel fordította le újra Pásztor Árpád.

## Cselekmény
Poe egyes szám első személyben meséli el a történetet. Életének 18. évében Párizsba utazik és ott megismerkedik C. Auguste Dupinnel és jó barátságba kerülnek. Hamarosan egy különös kettős gyilkosságról olvasnak a helyi újságban. Madame L'Espanaye-t és lányát, Mademoiselle Camilla L'Espanaye-t brutális kegyetlenséggel meggyilkolták a csak általuk lakott négyemeletes házban. Az anya holttestét a hátsó kertben találták meg, olyannyira megvágott nyakkal, hogy a fej levált a törzsről, a lányra pedig a kandalló szűk kéményébe fejjel lefelé betuszkolva leltek rá.
Bár rengeteg tanú hallotta a gyanúsítottat, egyikük elmondása sem egyezik abban, milyen nyelven beszélt. A tett helyszínén pedig Dupin egy olyan szőrszálat talál, mely nem emberinek tűnik. Ezekből és más további nyomokból Dupin zseniális elméjével felállít egy elméletet. Felad egy hirdetést az újságban, mely szerint talált egy meglehetősen nagy méretű vöröses színű orángutánt, és fizetség ellenében visszaszolgáltatná gazdájának. Hamarosan jelentkezik is egy matróz, aki felfedi titkát és elmeséli, hogy Borneóból hozta haza az állatot, hogy majd jó pénzért eladja itthon. Azonban az állat elszökött és gazdája borotvájával elvágta Madame L'Espanaye nyakát, megvadult és megfojtotta a lányt. A matróz végig követte az orángutánt, és mikor az meglátta őt az ablakon át, bűnbánó módon el akarta rejteni tette következményeit, így a lányt a kéménybe tuszkolta, az asszonyt pedig egyszerűen kidobta az ablakon. Félve a gyilkosság vádjától, gazdája gyorsan eliszkolt a helyszínről.
Később a matróz maga fogja el az állatot és adja el egy állatkertnek, a rendőrségen pedig Dupinnel közreműködve lezárják az ügyet.

## Helye az irodalomtörténetben
Dupin karaktere az első igazi detektív az irodalomban, mely megalapozta a későbbi detektívek karakterét, mint Sherlock Holmesét, vagy Hercule Poirot-ét. Sok későbbi bűnügyi történet követte a novella történetmodelljét a briliáns detektívről, annak narrátor barátjáról, vagy, hogy a megoldást előbb közlik mint annak okát.
Dupin figurája feltűnik még a A Marie Roget titokzatos eltűnése és Az ellopott levél című novellákban is.